# Helena Matuszewska
Helena Winogradow-Matuszewska (ur. w 1930 w Warszawie, zm. w 2000) – polska graficzka, ilustratorka książek, projektantka znaczków i kartek pocztowych, oraz kopert FDC.

## Życiorys
W latach 1947–1950 uczęszczała do Wyższej Szkoły Higieny Psychicznej w Warszawie. Równocześnie studiowała na Wydziale Filozoficzno-Społecznym UW, który ukończyła w 1952, specjalizując się w zakresie psychologii wychowawczej. Studiowała także w warszawskiej Akademii Sztuk Pięknych, uzyskując dyplom w 1956.
Podczas kariery zawodowej pracowała jako ilustratorka i autorka opracowań graficznych książek dla takich wydawnictw jak Spółdzielnia Wydawnicza „Czytelnik”, Państwowy Instytut Wydawniczy, Biuro Wydawnicze „Ruch”, Wydawnictwa Szkolne i Pedagogiczne i Krajowa Agencja Wydawnicza. Ponadto dla Poczty Polskiej projektowała znaczki (ponad 100 realizacji), stemple okolicznościowe, koperty Pierwszego Dnia Obiegu (FDC) oraz kartki pocztowe. Była także twórczynią oprawy graficznej koperty do małej płyty z dźwiękową wersją bajki Jaś i Małgosia.
Jej prace były prezentowane na licznych wystawach w całej Polsce. W 1982 niewielki wybór jej malowideł ukazał się w albumie Owady, wydanym przez KAW.

## Twórczość

### Album
- Owady, wyd. KAW, 1982

### Ilustracje i opracowania graficzne książek
- Wybór bajek, aut. Jan Lemański, wyd. PIW, 1956
- Bajki, aut. Julian Ejsmond, wyd. PIW, 1958
- Wiersze dziecięce, aut. Kazimiera Iłłakowiczówna, wyd. Czytelnik, 1959
- Imieniny Haneczki, aut. Jan Antoni Grabowski, wyd. Czytelnik, 1960
- Panna Ojdana, aut. Janina Gillowa, wyd. Ruch, 1961
- Moje przygody łowieckie aut. Julian Ejsmond, wyd. PIW, 1961
- Żywoty drzew, aut. Julian Ejsmond, wyd. PIW, 1962
- Leśny karnawał, aut. Stefania Grodzieńska, wyd. Ruch, 1963
- Szkiełka, aut. Mieczysława Buczkówna, wyd. Ruch, 1966
- Zielone serce, aut. Roman Pisarski, wyd. Ruch, 1966
- Dwa listy, aut. Hanna Zdzitowiecka, wyd. Ruch, 1969
- Pierwszych sześć lat życia (rady dla rodziców), aut. Tadeusz Gałkowski, wyd. Państwowy Zakład Wydawnictw Lekarskich, 1975
- 500 zagadek o języku polskim, aut. Andrzej Markowski, wyd. Wiedza Powszechna, 1975 i 1990
- W szkole i na wakacjach (wypisy dla klasy I), aut. Irena Słońska, wyd. Wydawnictwa Szkolne i Pedagogiczne, 1979 (wznawiane 14-krotnie)
- I kudłate i łaciate, aut. Maria Sołtyńska, wyd. Wydawnictwa Radia i Telewizji, 1986
- Co w lesie piszczy, aut. Rafał Skoczylas, wyd. Wydawnictwa Radia i Telewizji, 1990

### Znaczki pocztowe
- Dożynki (seria), 1966
- Bajki (seria), 1968
- Puchar Zdobywców Pucharów • Górnik Zabrze – Manchester City F.C., 1970
- Mikołaj Kopernik 1473-1973 (seria), 1970
- Arrasy wawelskie (seria), 1970
- 100 lecie Komuny Paryskiej, 1971
- Rysunki dziecięce (seria), 1971
- XI Zimowe Igrzyska Olimpijskie • Sapporo (seria), 1972
- Ochrona środowiska (seria), 1973[2]
- Międzynarodowa Wystawa Filatelistyczna „Socphilex IV” (seria) oraz koperta FDC, 1974
- Popularyzacja społecznej idei budowy Pomnika-Szpitala Centrum Zdrowia Dziecka – Telewizyjne filmy dziecięce (seria) oraz koperty FDC, 1975
- Dzień Znaczka ’75 – Xawery Dunikowski • 100 lecie urodzin (seria) oraz koperty FDC, 1975
- Piastowie śląscy (seria) oraz koperty FDC, 1975 – wspólnie z Krystyną Tarkowską
- XII Zimowe Igrzyska Olimpijskie • Innsbruck ’76 (seria) oraz koperty FDC, 1976
- Dzień Znaczka ’76 – Malowidła korynckie (seria) oraz koperty FDC, 1976
- Ginące zwierzęta (seria) oraz koperty FDC, 1977
- Międzynarodowa Wystawa Filatelistyczna „Capex ’78” • Kanada oraz koperta FDC, 1978
- Polskie malarstwo ludowe (seria) oraz koperty FDC, 1979
- 35 rocznica zwycięstwa nad faszyzmem oraz koperta FDC, 1980
- Polskie wyprawy naukowe (seria) oraz koperty FDC, 1980
- Polska ceramika szlachetna (seria), 1982
- 50 lat polskich badań polarnych (seria) oraz koperty FDC, 1982
- 15 lat Orderu Uśmiechu oraz koperta FDC, 1983
- Międzynarodowy Rok Młodzieży ’85 oraz koperta FDC, 1985 – wspólnie z Krystyną Tarkowską

### Kartki pocztowe
- XL Międzynarodowy Dzień Spółdzielczości, 1962
- Stanisław Staszic, 1965
- IX wieków Grudziądza, 1965
- 100 lat stenografii w Polsce, 1965
- III Krajowy Zjazd Polskiego Towarzystwa Pielęgniarskiego 1966, 1966
- 125 rocznica urodzin Marii Konopnickiej, 1967
- V Krajowy Zjazd Delegatów Spółdzielni Budownictwa Mieszkaniowego, 1967
- 20 lat Zjednoczenia Przemysłu Farmaceutycznego • Polfa, 1967
- Szczęśliwego Nowego Roku, 1967
- Festiwale Piosenki • Opole – Sopot (seria, Cp 382I–Cp 382II), 1968
- III Tydzień Archiwów 21–27 października 1968, 1968
- Szczęśliwego Nowego Roku!, 1968
- XXVIII Międzynarodowy Kongres Federacji „Intersteno”, 1969
- Warszawska Spółdzielnia Mieszkaniowa, 1970
- Książki Państwowych Zakładów Wydawnictw Szkolnych (seria, Cp 453–Cp 454), 1970
- XXV–lecie Światowej Demokratycznej Federacji Kobiet, 1970
- V Krajowy Zjazd Ligi Kobiet 1970, 1970
- 1921 Warszawska Spółdzielnia Mieszkaniowa 1971, 1971
- VI Krajowy Zjazd Delegatów Spółdzielni Budownictwa Mieszkaniowego 1972, 1972
- Uważaj na drodze!, 1972
- Międzynarodowy Młodzieżowy Maraton Filatelistyczny (seria, Cp 552–Cp 553), 1973
- Na każde wezwanie szybka niezawodna Pomoc Drogowa, 1973
- Dożynki Centralne • Białystok 1973 (seria, Cp 580–Cp 581), 1973
- Rok Nauki Polskiej (seria, Cp 588–Cp 594), 1973 – wspólnie z Krystyną Tarkowską

## Wyróżnienia
- „Najładniejszy znaczek w 1966 roku” w plebiscycie pisma „Filatelista” – Dożynki (nr kat. 1545)[3]